# Gestion des risques d'un projet
La gestion des risques d'un projet est un cas particulier de gestion des risques, appliquée dans le domaine de la gestion de projet.

## Spécificités d'une organisation de projet

Exemple de planification : enchaînement de tâches.

Un projet présente le plus souvent la double caractéristique de se dérouler suivant un processus défini pour l'occasion, et d'avoir une organisation et des objectifs qui évoluent très fortement dans le temps avec l'avancement du projet. De ce fait, une part importante des risques est liée à l'organisation elle-même et au bon déroulement de ses différentes tâches.
Par rapport à une gestion des risques « classique », la gestion des risques d'un projet reflète cette originalité :
- Les niveaux de risque étudiés sont généralement élevés, parce que l'occurrence d'événements imprévus étant une quasi-certitude, la gestion des risques faibles serait de toute manière une perte de temps.
- Les événements redoutés sont souvent les mêmes d'un projet à l'autre : mauvaise expression du besoin, défaillance ou indisponibilité d'une ressource, dérapage financier et calendaire, spécification non tenue.
- La gestion du risque consiste le plus souvent à modifier la planification du projet, ou à se préparer à le faire
- Elle tend à être une fonction opérationnelle (contrairement à une gestion des risques classique, plutôt fonctionnelle et transverse).
- Elle peut généralement se contenter d'une approche purement qualitative en ce qui concerne les probabilités d'occurrence, mais demandera souvent une analyse beaucoup plus poussée en termes d'impacts financiers et calendaires.
- Elle est généralement modulaire, chaque sous-traitant étant responsable de sa partie et de ses marges ; ce qui entraîne des problèmes de coordinations spécifiques.

L'évaluation des risques est une analyse approfondie des scénarios éventuels de leur apparition. Elle a pour but de :
- Adopter les mesures adéquates face à ces risques
- Améliorer la sécurité du projet
- Être une base pour la gestion du projet  (la planification, l’abandon de certaines fonctionnalités, le choix des fournisseurs, la prévision des délais de livraison et des délais d’adaptation...)

La gestion des risques consiste à s'assurer que tous les risques importants sont maîtrisés. Pour ne pas oublier de traiter un risque on procède à leur recensement. La synthèse du recensement est le tableau de bord des risques du projet.

## Analyse des risques

### Incertitudes de planification
Une partie de l'incertitude sur le projet vient d'une planification peu détaillée. Initialement, l'estimation des coûts et délais nécessaires pour des activités se situant à une échéance lointaine s'appuie généralement sur un estimateur de coût ; ce n'est que par la suite du projet que sa planification passera progressivement au stade d'un avant-projet plus précis ; et les coûts et délais de référence ne sont définitivement arrêtés qu'après que les différentes tâches aient été effectivement négociées et contractualisées.
L'incertitude sur les coûts et les délais, due à une planification initialement peu détaillée, conduit normalement à prendre sur les différentes tâches des marges calendaires et budgétaires suffisantes pour que l'organisation du projet ne soit pas remise en cause par de petits écarts. Ces marges sont prises par rapport au temps et budget moyens que l'on estimerait nécessaires pour la tâche, estimation qui repose sur l'état du marché et l'expérience de travaux similaires. Théoriquement, ces marges devraient donc en moyenne se solder par des opportunités. Cependant, l'expérience montre que la planification d'un projet est souvent trop optimiste, et même en tenant compte de la loi de Hofstadter, l'effet global de ces incertitudes se traduit le plus souvent par un risque de dépassement. Un tel risque est par nature difficile à estimer tant que la difficulté réelle n'est pas perçue, puisque son anticipation consisterait précisément à allouer plus de marges lors de la planification.
Ces incertitudes ont cependant une certaine prévisibilité.
- D'une part, le caractère plus ou moins grossier de l'estimation est défini, et les fourchettes d'incertitudes associées sont connues : si un estimateur de coût peut par exemple donner un ordre de grandeur à 50 % près, un avant-projet sommaire fera baisser cette incertitude à 20 %, l'avant-projet détaillé à 5 %, et la contractualisation pourra réduire l'incertitude de planification sous la barre du pour-cent.
- D'autre part, les différentes étapes de planification qui réduiront cette incertitude sont elles-mêmes connues et planifiables.

Il est possible (et le plus souvent souhaitable) d'annoncer au client du projet à la fois l'ordre de grandeur de cette incertitude et la date à laquelle elle sera réduite. De ce fait, même si chaque nouvelle estimation implique un certain risque de constater que l'estimation précédente aura été sous-estimée, ces incertitudes ne relèvent pas réellement de la gestion des risques, mais avant tout d'une bonne maîtrise de la communication avec le client du projet : même si l'engagement contractuel porte sur un chiffre défini, le client doit être conscient de ce qu'un projet comprend toujours une part de marges et d'incertitudes, part qui se réduit au fur et à mesure de l'avancement.

### Perception et explicitation

#### Classification des risques
Suivant qu'ils sont internes ou externes au projet, et qu'ils sont ou non l'objet d'un choix dans la planification du projet, les risques d'un projet peuvent se répartir en quatre grandes catégories :
- Risques externes liés à l'environnement et au contexte (ressources humaines, juridique, stratégique, financier) ;
- Risques externes liés aux sous-traitants (organisation industrielle, contractuel, juridique, qualité, stratégique, économique) ;
- Risques internes associés aux techniques employées (qualité, sûreté, intégrité, expression de besoin, ingénierie système) ;
- Risques internes associés à l'organisation du projet (organisation, gestion des ressources, marges, gestion des risques, qualité interne).

#### Risques associés à l'organisation du projet

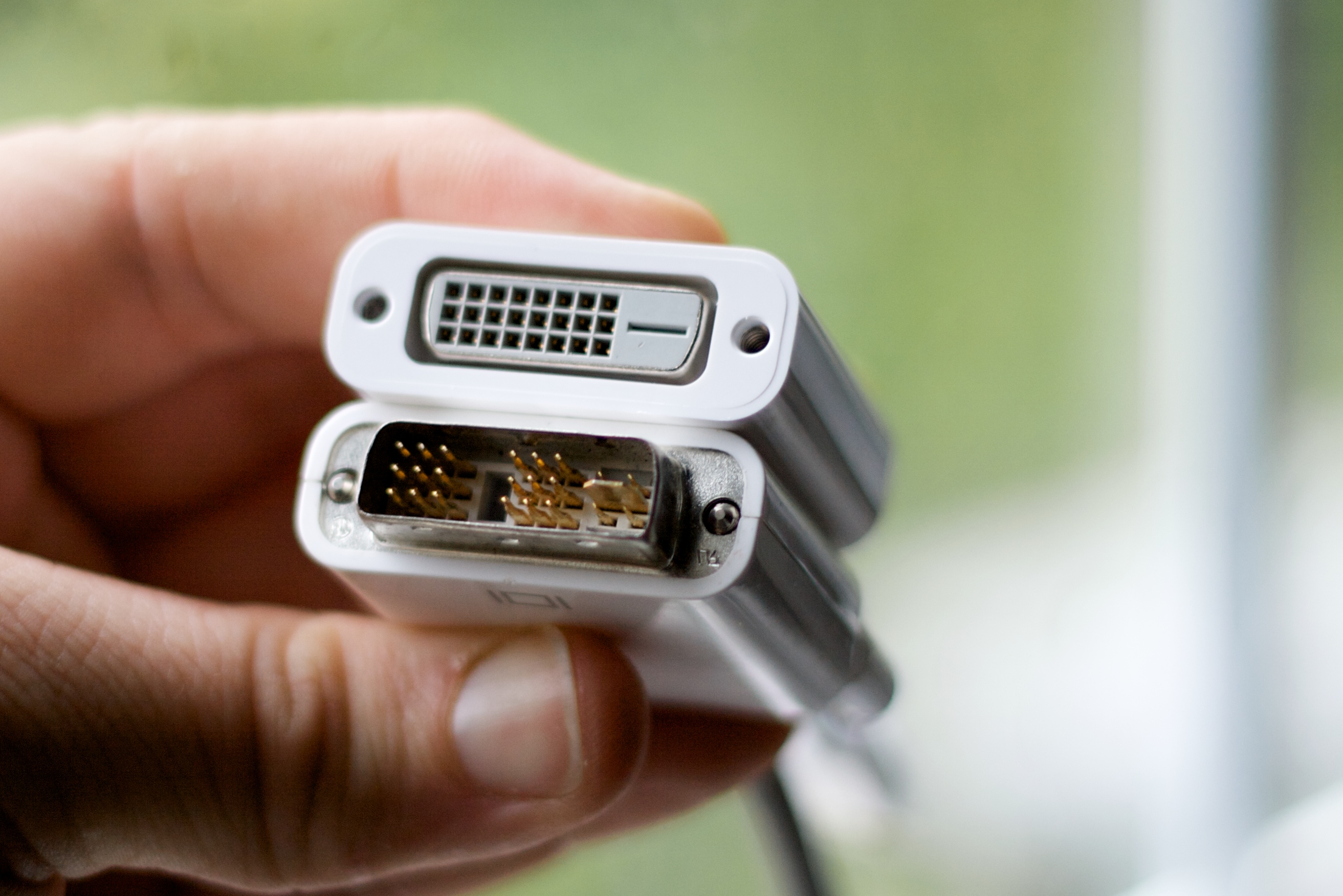
Mauvaise maîtrise des interfaces. Une source constante de risque dans les projets.

Comme signalé ci-dessus, les « événements redoutés » associés à la gestion de projet proprement dite sont assez récurrents, et peuvent être identifiés directement au vu de la planification du projet :
- À toute tâche planifiée avec une date de début et une date de fin correspond un risque calendaire : la tâche peut ne pas pouvoir commencer à la date prévue, ou son déroulement peut prendre plus de temps que prévu. La planification du projet peut faire apparaître un chemin critique, objet d'un suivi plus attentif, mais toute tâche devient critique quand elle s'éternise trop longtemps.
- Du moment que deux sous-projets sont susceptibles d'être en interface, dans leur déroulement ou à travers leurs produits, il y aura un risque d'interface associé (mauvaise coordination calendaire, incompatibilité des choix techniques, etc.)..
- Une ressource partagée (installations d'essais, etc.) a souvent un calendrier non stabilisé, et peut ne pas être disponible dans le créneau attendu.
- Dès lors qu'une solution choisie par le projet est novatrice ou originale, elle comporte un risque de ne pas atteindre les objectifs qui lui sont assignés, ou de voir surgir des difficultés imprévues. Ce peut être le cas pour un montage organisationnel nouveau, où les acteurs n'ont pas l'habitude de partager une culture commune, ou pour le choix d'une solution technologique dont le niveau de maturité technologique se révèle insuffisant au moment où l'on souhaitait la mettre en œuvre.
- L'expression du besoin par le client (dont ce n'est généralement pas le métier) est le plus souvent imprécise ou peut cacher des éléments implicites. Un dialogue constant sur l'avancement du produit et l'affinage de ses caractéristiques est nécessaire mais souvent non suffisant pour éviter des incompréhensions ou des changements de spécifications.

#### Risques associés aux tâches du projet

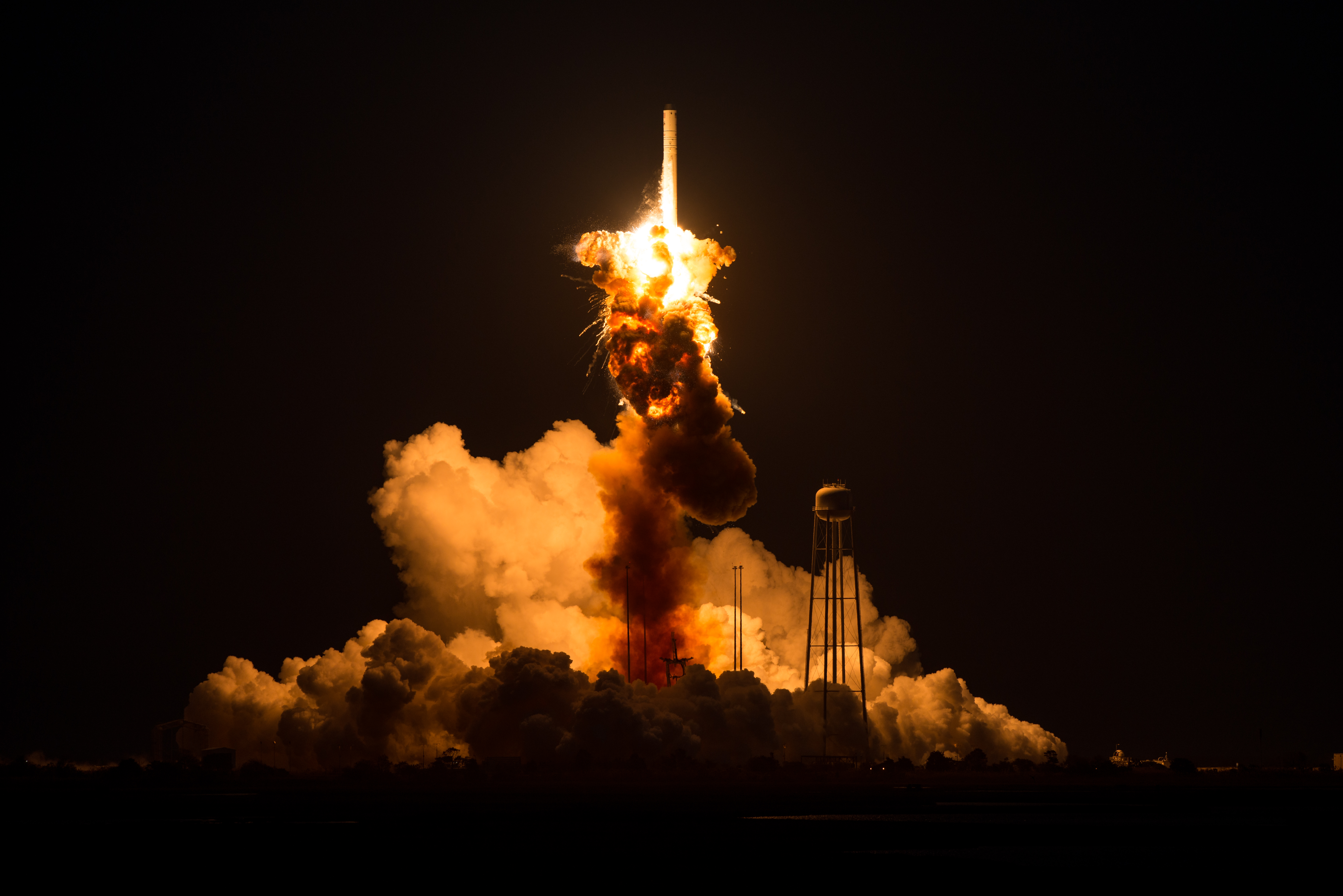
Explosion au décollage d'une fusée Antares dans une mission de ravitaillement de la station spatiale internationale. Certains domaines techniques ne sont pas entièrement maîtrisés, et les tâches qui en dépendent sont à risque.

Par ailleurs, chaque savoir-faire technique dont la mise en œuvre est nécessaire entraîne de son côté des risques à caractère technique (par exemple, s'il faut peindre une pièce, la peinture mal posée peut s'écailler), qui nécessite dans ce domaine technique une compétence suffisante pour spécifier correctement le besoin et contrôler la bonne exécution de la tâche.
Contrairement à la gestion des risques spécifiques du projet, ces risques à caractère technique peuvent le plus souvent être maîtrisés en planifiant des tâches dédiées à caractère technique, de spécification, de contrôle et de recette.
Cette partie de la maîtrise des risques n'est pas spécifique à la gestion du projet, et l'approche pour gérer ces risques propres aux différentes tâches relève des bonnes pratiques du métier correspondant, non de la gestion de projet. Elle n'apparaît dans ce cadre que dans la mesure où les risques d'origine technique peuvent être mal maîtrisés, et avoir des conséquences - notamment en termes de coût et de délais supplémentaires - impactant le projet lui-même.

### Appréciation des risques

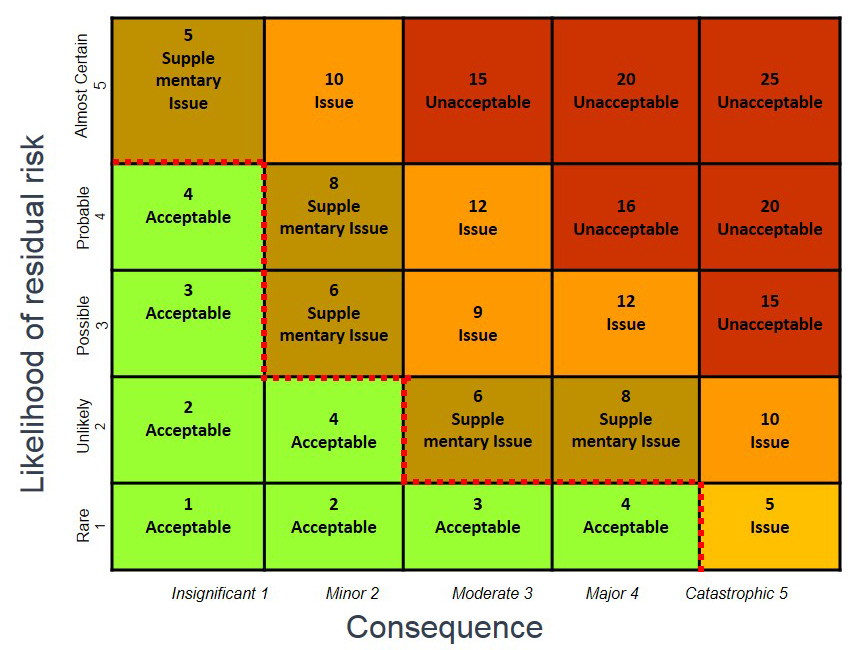
Une description qualitative des risques est généralement suffisante dans la conduite de projet.

L'analyse de risque d'un projet pourra le plus souvent se contenter d'une grille de probabilité à trois niveaux (>10 %=possible, 10 à 1 %=incertain, <1 %=envisageable) et une grille de conséquences à trois niveaux (A=remise en cause du projet même, B=contrat non respecté, C=gérable avec les marges disponibles). Pour une gestion plus « fine », une grille 5x5 (comportant deux valeurs intermédiaires) peut être préférable.
En effet, la conduite d'un projet est par nature pleine d'imprévus, il ne sert donc à rien de se préoccuper de scénarios très improbables, sachant que les hasards du projet conduiront de toute manière à en modifier la planification longtemps avant que quoi que ce soit d'« improbable » n'ait eu le temps de survenir. Pour les mêmes raisons, les classes de risques et de conséquences peuvent être larges, dans la mesure où l'information nécessaire est ici surtout qualitative.
Pour une méthode purement comptable la démarche va consister a séparer les risques en non-probabilisable et probabilisables. Pour les probabilisable, on va en profiter pour les catégoriser, via des approches avancées ou élémentaires comme l'AMDEC et le diagramme de Farmer. Cela consiste à définir les niveaux de risque, suivre les évolutions de niveau de risque et les éventuels nouveaux risques apparus lors de la réalisation du projet afin de prioriser les actions à mener pour la mitigation des risques, c'est une aide à la prise de décision du chef de projet, de son responsable hiérarchique, des auditeurs, des managers des risques, de la direction et éventuellement des juges ou de la haute autorité chargée de l'administration du secteur métier concerné si elle existe.

### Gestion des risques
La première évaluation des risques sur la grille probabilité × conséquence va permettre de répartir les risques en fonction de leur gestion, qui peut le plus souvent se limiter à trois ou quatre niveaux :
- Les risques les plus importants font l'objet d'une planification plus approfondie et sont suivis cas par cas, au niveau de la direction de projet.
- Les risques de niveau intermédiaire font l'objet d'un suivi générique : le suivi des indicateurs d'avancement (dépenses, pourcentage d'avancement, coût à terminaison, date prévue d'achèvement, etc.) permet de détecter d'éventuels problèmes dans l'exécution d'une tâche, et une veille générale suffit à assurer que si un montage industriel devient irréaliste un montage alternatif reste possible.
- Les tâches situées sur le chemin critique, ou qui n'ont que peu de marge temporelle, peuvent cependant faire l'objet d'un suivi plus attentif.
- Les tâches peu risquées et à faible impact ne nécessitent pas de suivi particulier, même si le suivi par indicateurs d'avancement leur est étendu pour la forme.

## Mesures préventives et correctives

### Indicateurs d'avancement et mesure de risques
En gestion de projet, les indicateurs d'avancement sont un instrument de réduction de risque important, qui permet de détecter assez tôt qu'une tâche rencontre des problèmes d'exécution qui risquent de désorganiser le projet. Ce signal d'alerte permet donc d'en prévoir les conséquences et d'étudier les alternatives avant de se trouver devant le fait accompli. Les indicateurs se répartissent en deux grandes catégories : ceux qui suivent la progression physique, et ceux qui suivent la progression financière. Ces différents types d'indicateurs sont complémentaires et doivent être suivis en parallèle, des signaux d'alerte pouvant se manifester d'un côté mais pas de l'autre.
- Un simple suivi d'exécution budgétaire est évidemment insuffisant comme signal d'alerte. De toute évidence un écart entre dépenses et budget traduit un problème d'exécution, mais inversement, il est souvent facile pour un responsable de tâche peu scrupuleux de ne pas s'écarter de son budget alors même que son activité plonge dans le chaos. Un « suivi » financier n'éclaire que le fait accompli, et doit impérativement être complété par un indicateur technique fiable.
- L'écart de progression par rapport à l'avancement temporel de référence est un indicateur d'avancement simple, mais pour des tâches simples : si l'avancement de la tâche est 0 % à la date de début et 100 % à la date de fin trois mois plus tard, l'avancement temporel devrait être de 33 % au bout d'un mois si tout va bien, et de 66 % au bout de deux mois. Le responsable de la tâche doit évaluer son avancement, et estimer d'une manière ou d'une autre que « la tâche est dans l'état que l'on attendait à telle date ». Cette estimation, possible pour une progression essentiellement linéaire, devient évidemment très arbitraire quand la tâche ne se déroule pas comme prévu.

Une ré-estimation périodique du coût à terminaison et de la date prévue d'achèvement permettent de contourner cet inconvénient, et suivre de manière réaliste l'exécution d'un sous-projet d'organisation plus complexe. Ces indicateurs sont cependant d'un emploi délicat, parce qu'ils impliquent que le responsable du sous-projet dévoile tout ou partie de ses marges financières et/ou calendaires. Sur ce plan, la date prévue d'achèvement présente moins de difficulté.
Par accord entre le responsable du projet et celui du sous-projet, la date prévue d'achèvement peut être par exemple définie comme la date de livraison que le responsable du sous-projet s'engage à ne pas dépasser, avec une probabilité de (par exemple) 80 % de tenir cet engagement, compte tenu des aléas susceptibles d'être encore rencontrés sur son sous-projet. Cet engagement inclut de toute évidence des marges calendaire que le responsable du sous-projet se réserve pour gérer une part « normale » d'aléas, mais ces marges sont inconnues du responsable du projet d'ensemble (et doivent le rester). Au fur et à mesure de l'avancement du sous-projet, les aléas se réduisent dans un sens ou dans l'autre, et tendent à se rapprocher de l'estimation moyenne. Le plus souvent, quand le sous-projet se déroule bien, une marge calendaire jugée initialement nécessaire se révèle donc surestimée, et le pari à 80 % peut normalement être progressivement réajusté à une date plus proche. L'avancement normal d'un tel indicateur est donc de le voir progressivement s'avancer - l'absence d'avancement étant probablement le signe que la date n'a pas été réévaluée, ou que le responsable du sous-projet est réticent à rendre ses marges. Inversement, si une difficulté est rencontrée dans le sous-projet, elle conduit à consommer de la marge, voire - si la difficulté est importante - à annoncer un recul dans la date prévue d'achèvement.
De ce fait, le diagramme temps-temps, qui décrit l'évolution des dates prévues pour les principaux jalons d'un projet, est un outil indispensable au suivi des projets complexes.
Un indicateur sur le coût à terminaison d'un sous-projet est similaire dans son principe à celui sur la date prévue d'achèvement. Mais cet indicateur financier présente deux différences importantes, qui le rendent beaucoup moins transparent que le précédent. D'une part, une date d'achèvement peut généralement être avancée sans perturber l'économie du projet ; mais quand un sous-projet rend des marges sur le plan financier, ces marges supplémentaires sont le plus souvent l'objet d'arbitrages internes au projet, et sont finalement consommées ailleurs.
D'autre part, contrairement à une date d'achèvement dont le résultat final peut être constaté par tous, un coût ne se confond pas nécessairement avec un prix. Si le sous-projet est confié à un sous-contractant, la marge financière participe de la marge bénéficiaire, et il est impossible dans ce cas d'assigner au coût à terminaison une autre valeur que la valeur contractuelle. De ce fait, cet indicateur ne peut guère refléter dans ce cas que l'état des renégociations contractuelles.

### Risques sur les tâches du projet

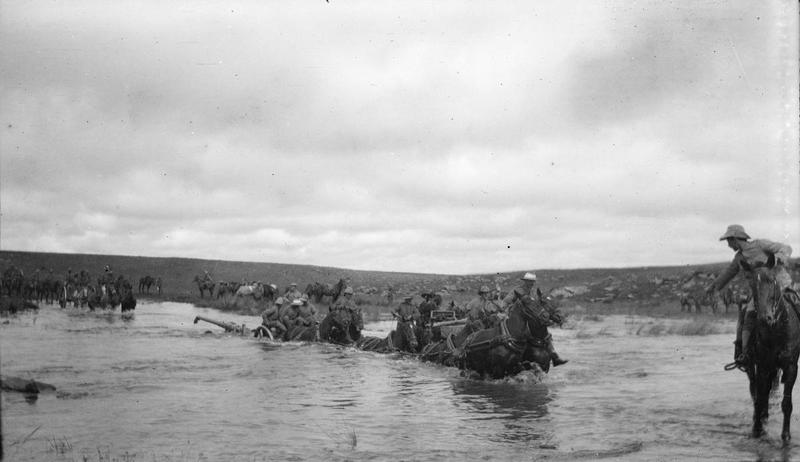
On ne change pas d'attelage au milieu du gué. En cas de difficulté, changer d'équipe ne fait souvent que rajouter au problème.

Lorsqu'une tâche particulière apparaît comme une source de risque, la principale mesure de réduction de risque consiste à la confier à un opérateur dont la maîtrise est démontrée, même si cela conduit à des surcoûts. À défaut, l'organisation interne du projet peut planifier d'y consacrer plus de personnel, ou une surveillance plus suivie.
Mais le traitement de ce point de faiblesse doit être anticipé ; l’expérience montre que quand une tâche s'avère défaillante, modifier son équipe exécutante en cours de tâche revient à vouloir « changer d'attelage au milieu du gué » : le changement de portage est en soi un facteur de risque, dont l'effet est souvent pire que la dérive en coûts et délais attendue avec l'équipe initiale.
Si dans son déroulement une tâche se déroule mal, l'effet le plus probable est un dérapage des coûts (l'exécution coûte plus cher que prévu) ou des délais (le délivrable n'est pas au rendez-vous attendu). Dans ce cas, la planification calendaire et financière du projet sera remise en cause, dans une mesure qui peut être supportable - ou pas.
L'effet le plus contraignant sur l'organisation du projet est pour une tâche de ne pas atteindre l'objectif attendu. Le produit de la tâche peut néanmoins remplir un certain service, et il reste possible d'utiliser ce résultat « en mode dégradé ». La question devient alors de savoir s'il est possible d'accepter ce surcoût ou ce délai supplémentaire, ou d'utiliser ce résultat dégradé dans le reste du projet.
L'alternative est que le projet doit être réorganisé d'une manière ou d'une autre pour atteindre son but. La matière propre de la gestion d'un projet est la gestion de l'organisation et des risques ; lorsqu'un risque mal maîtrisé conduit à une impasse avérée ou prévisible sur une voie particulière, l'action correctrice consiste à en réorganiser la planification pour passer sur un « plan B » qui permettra de contourner la difficulté et d'atteindre les objectifs.

### Gestion des «plans B»

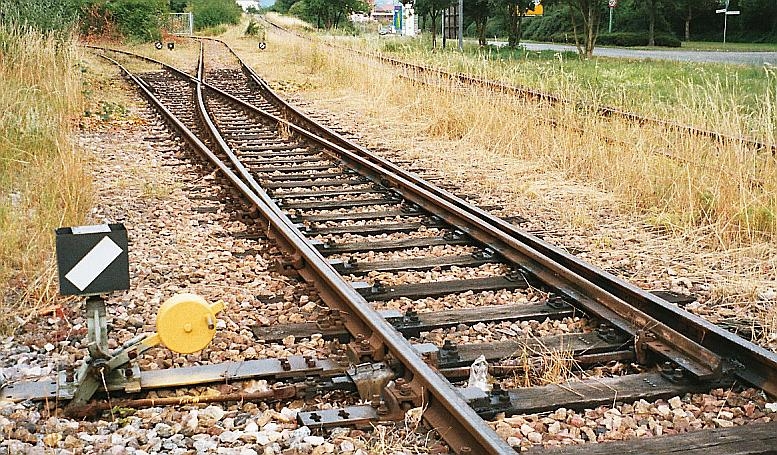
Le « plan B » est prêt - faut-il basculer ?

D'une manière générale, un changement de référence par rapport à l'organisation initiale est par lui-même un risque, qui entraîne des surcoûts, des incertitudes et généralement des délais, et ceci d'autant plus que le changement dans les plans est tardif et aura été mal préparé. En amont, la mesure préventive de réduction des risques consiste donc en premier lieu à préparer des « plans B » pour faire face aux principaux risques, c'est-à-dire envisager le plus en amont possible des alternatives crédibles et fiables à la planification de référence.
Si la conduite d'un projet « sur les rails » par rapport à sa planification peut être comparé à assurer la progression d'un train sur son itinéraire de référence, l'activité de gestion des risques consiste alors à s'assurer en permanence de l'état réel des voies qui doivent être parcourues, à identifier des itinéraires alternatifs, et à faire basculer si nécessaire les aiguillages sur les « plans B » avant que le train n'y soit passé - un retour en arrière est toujours plus coûteux qu'un branchement sans heurt sur une dérivation.
La maîtrise des « plans B » ne se limite pas toujours à leur simple planification. Dans certains cas, la solution alternative suppose que certaines dispositions soient prises en amont à titre conservatoire, et que certaines tâches soient lancées ou réalisées le long de la « planification B », pour préparer le terrain, avant même de savoir si le basculement sera effectivement nécessaire.
De même, des études peuvent être nécessaires pour évaluer correctement le risque de la planification de référence : un démonstrateur peut valider une technologie innovante avant d'engager sa mise en œuvre en vraie grandeur.
Dans ce cas, les dispositions conservatoires et les tâches anticipées constituent autant de mesures préventives de réduction de risque : elles n'empêchent pas l'événement redouté, mais en diminuent l'impact si le passage au « plan B » devient nécessaire.
Inversement, si tout se passe bien sur la planification de référence, ces tâches de réduction de risque seront arrêtées sans suite, le moment venu.

### Impact des risques sur les coûts et les délais
Dans les cas simples, les « événements redoutés » sur une tâche sont directement exprimés au niveau du projet sous la forme de dépassements de délais ou de budget. En effet, un risque à caractère technique se traduit le plus souvent avant tout par un délai supplémentaire nécessaire pour corriger le défaut, et éventuellement par un surcoût de la tâche (quand elle n'est pas exécutée forfaitairement). L'impact de tels risques sur le projet dans son ensemble se réduit alors à savoir si ces dépassements peuvent être absorbés dans les marges encore disponibles (auquel cas ils seront transparents pour le client du projet), ou s'ils entraîneront un dépassement par rapport aux objectifs d'ensemble du projet.
Dans des cas plus complexes, où des planifications alternatives sont nécessaires, c'est cette planification même qui permet de déterminer l'impact du risque sur le projet. L'effet du risque étant de passer d'un « plan A » à un « plan B », son impact correspond à la différence entre ces deux planifications. Il faut cependant noter que dans ce cas, d'éventuelles mesures conservatoires ou actions de réduction de risque font partie de la planification de référence, bien qu'elles soient justifiées par le risque qu'elles réduisent. D'autre part, les tâches du « plan A » qui en fin de compte ne seront pas exécutées n'ont pas nécessairement pour autant un coût nul : elles ont demandé un certain travail de préparation, et certains travaux préparatoires ou certains contrats ont pu être engagés avant que la décision de changer le plan de référence n'ait été prise.

## Jalons décisionnels

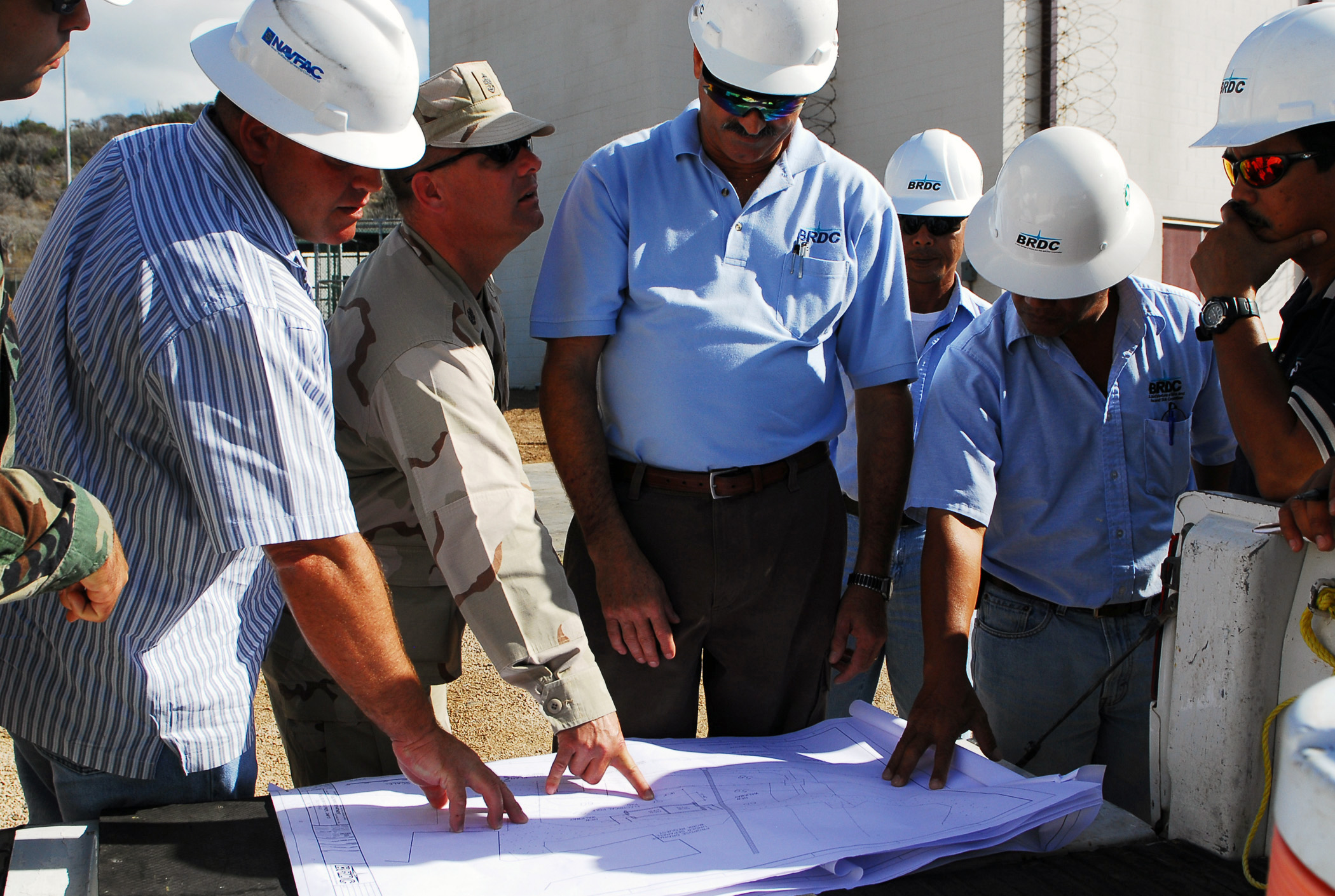
Revue d'avancement

Un projet se déroule généralement par phases successives. Initialement le travail porte sur la discussion des objectifs possibles, puis sur l'évaluation et de la planification des moyens nécessaires pour y parvenir, puis sur la mobilisation effective de ces moyens pour aboutir à un prototype, et le cas échéant sur une production de masse.
Chaque phase implique de faire des choix, et les marges de manœuvre deviennent de plus en plus réduites au fur et à mesure de l'avancement du projet : des objectifs alternatifs très variés peuvent être examinés en phase initiale, mais ce choix étant fait, changer finalement d'objectif alors que la production du prototype est en cours reviendrait pratiquement à réduire à néant tout le travail accumulé depuis. Plus le projet avance, plus les possibilités se réduisent, et plus les choix portent sur des détails initialement sans importance. De ce fait, les choix les plus dimensionnant (en termes de coûts, de délais ou de performances) sont pris en début de projet, alors que l'impact le plus important de ces choix portera sur la fin du projet.
Pour cette raison, les décisions prises en début de projet sont un facteur de risque très important pour le bon déroulement de celui-ci, et doivent être maîtrisées par une évaluation suffisamment détaillée des alternatives possibles et de leurs conséquences. Plus les conséquences sont étudiées dans le détail, et plus le risque sera maîtrisé, mais au prix d'un coût important de cette évaluation. Il faut donc arbitrer entre un niveau de détail fin mais coûteux, et une estimation à grosse maille plus économique, l'arbitrage se faisant en limitant l'engagement à une progression limitée jusqu'à un jalon décisionnel ultérieur. Un jalon décisionnel se caractérise donc par :
- Avant le jalon, les alternatives sont étudiées mais ne sont pas engagées ; la planification de la suite des opérations est étudiée tant en termes d'organisation qu'en termes de risque ; et en particulier le risque du projet est quantifié par rapport au niveau de détail étudié.
- Le jalon permet d'acter le bon achèvement de ces études, d'en évaluer le résultat, d'arrêter le choix de l'alternative retenue à un niveau de détail suffisant, et de spécifier la suite du projet jusqu'au rendez-vous suivant.
- Après le jalon, l'alternative retenue constitue la référence, et la planification se déroule, en en maîtrisant les risques propres qui avaient été identifiés.

## Information sur les risques
L'établissement d'un tableau de bord synthétique des risques du projet est utilisé pour suivre la progression dans le traitement des risques.